# Joseph-Dominique d'Inguimbert
Joseph-Dominique d'Inguimbert, en religion dom Malachie, né à Carpentras le 26 août 1683 et mort à Carpentras le 6 septembre 1757, prélat et bibliothécaire, fut évêque de Carpentras de 1735 à 1754, et recteur du Comtat Venaissin en 1745.

## Biographie

### Premières années

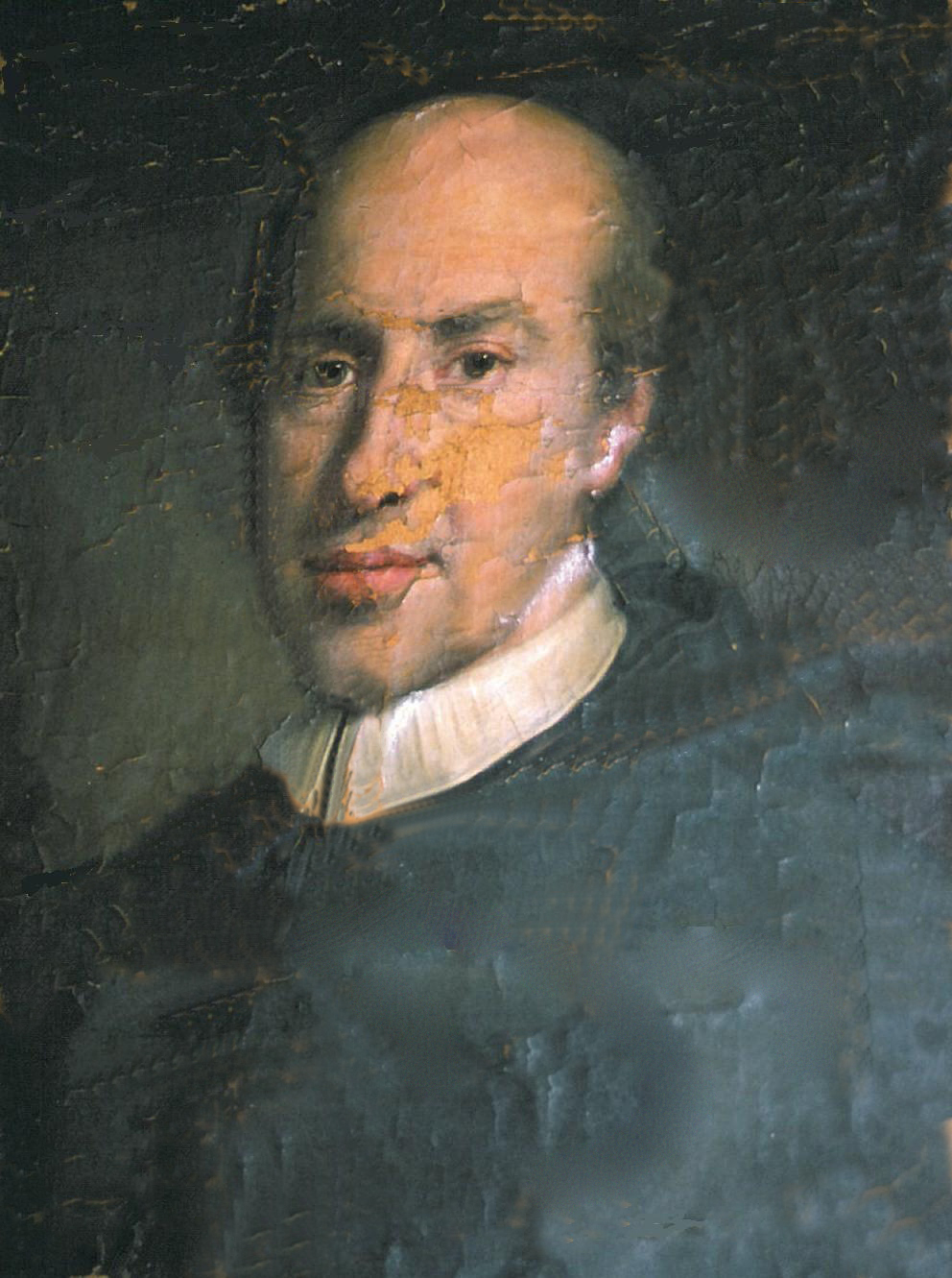
Dom Malachie d'Inguimbert

Ses parents sont Esprit-Joseph d'Inguimbert et Anne de la Plane. L'impécuniosité des d'Inguimbert pousse le père avocat à faire entrer en religion sa progéniture. Une tante, ursuline à Pernes-les-Fontaines, veille sur les premières années de l'éducation de Joseph-Dominique. Revenu à Carpentras, il fait ses humanités au collège des jésuites, puis entre chez les dominicains en 1698. Ses supérieurs l'envoient parfaire ses connaissances théologiques et philosophiques à Aix-en-Provence en 1700. L'appui du comte de Simiane lui permet en 1702 de terminer ses études à Paris, au collège Saint-Jacques. D'Inguimbert y est la cible d'accusations d'hérésie, si fréquentes en ce siècle où s'affrontent gallicans jansénistes et ultramontins molinistes. C'est sans doute cela qui l'incite à rejoindre La Rochelle pour y attendre un embarquement pour l'Amérique, projet empêché par sa santé qui fut toujours médiocre. Ayant reçu ses lettres de prêtrise à Paris en 1707, il revient à Carpentras. Mais un procès entre sa famille maternelle et des cousins lui donne l'occasion de partir pour Rome en 1709.

### La période romaine
Le chemin de d'Inguimbert est ponctué de crises ; il semble osciller entre la fuite des séductions de ce monde et la poursuite des plaisirs de la mondanité. En 1710, il se réfugie une première fois à la Trappe de Buonsollazo en Toscane, avant de rejoindre son ordre au couvent de Saint-Marc à Florence. Il est ensuite nommé à la chaire de théologie scolastique de l'université de Pise en 1713, mais retourne à Buonsollazo prendre l'habit en 1714 et prononcer ses vœux un an plus tard, prenant pour nom religieux dom Malachie. À l'abbaye de Casamari, il rédige plusieurs ouvrages de théologie. En surveillant leur impression à Rome, il fréquente les salons. Plusieurs cardinaux infléchissent sa carrière, d'abord le cardinal Albani, qui l'engage pour rédiger la biographie de son oncle le pape Clément XI, puis le cardinal Laurent Corsini, dont d'Inguimbert devient le confesseur, chargé de son secrétariat personnel et de sa bibliothèque.
En 1730, le cardinal Corsini devint le pape Clément XII et d'Inguimbert est pourvu de titres et de revenus importants : nommé archevêque in partibus de Théodosie (de), il reçoit le pallium. Mais à la suite de ce qui semble être une cabale, dom Malachie d'Inguimbert est éloigné de Rome, nommé évêque au siège de Carpentras en 1735.

### Évêque de Carpentras
De 1735 à 1757, il accomplit quatre-vingts visites pastorales et tient un synode diocésain en 1756. Il fut recteur du Comtat Venaissin pendant l'année 1745. En fin bibliophile, et sans doute sur le modèle des prélats romains, il laisse selon les termes de son testament « non seulement à [s]es concitoyens, mais aussi aux étrangers de quelque païs [sic] qu'ils puissent être, [s]a bibliothèque, [s]es manuscrits, [s]on médailler, [s]es antiques et [s]es estampes » et dote ainsi Carpentras d'une riche bibliothèque-musée (aujourd'hui Bibliothèque Inguimbertine). Carpentras lui doit aussi, entre autres, l'édification d'un vaste hôtel-Dieu.

### Fonds Joseph-Dominique d'Inguimbert

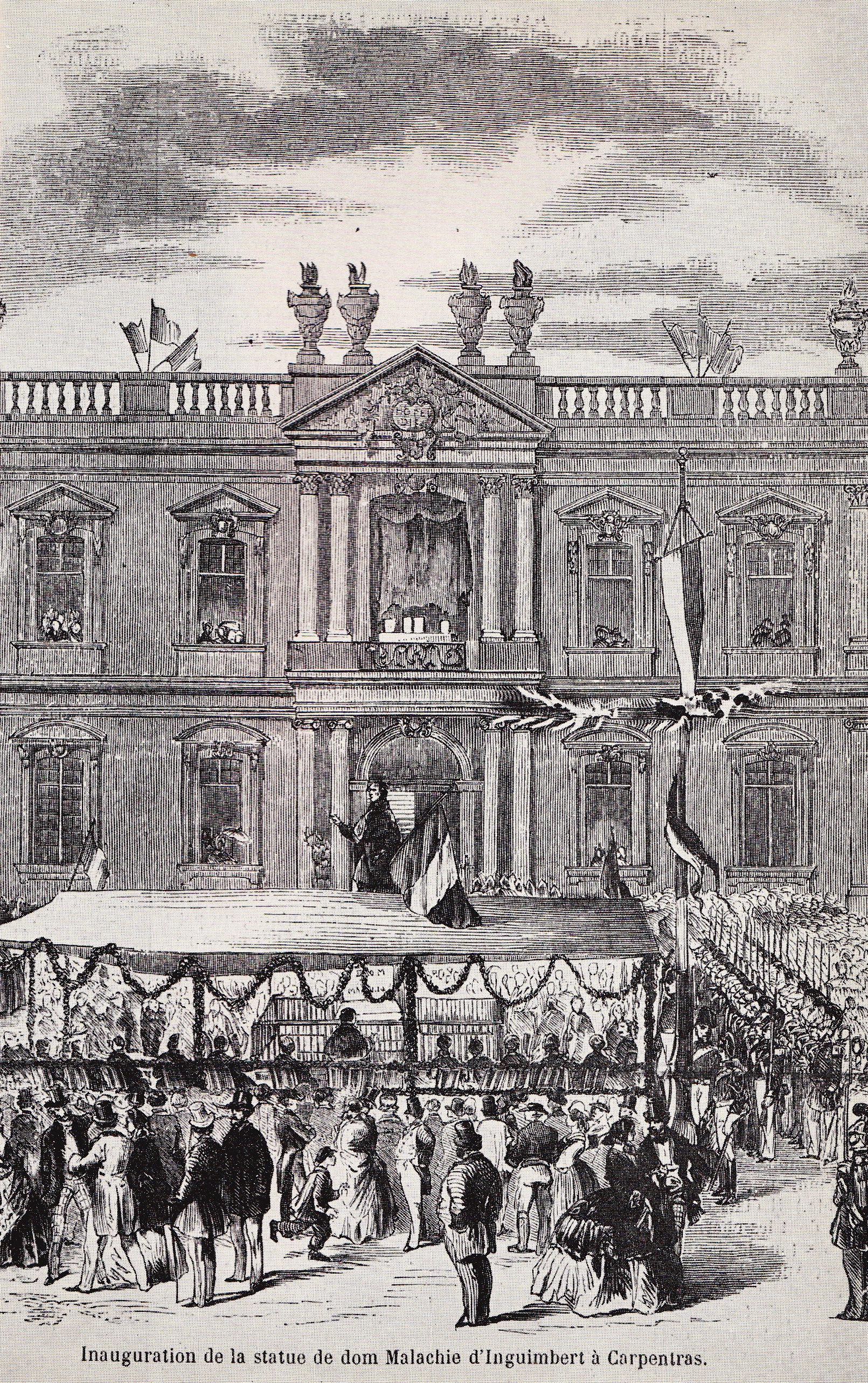
Inauguration de sa statue, le 16 mai 1858

Selon ses dernières volontés, la bibliothèque Inguimbertine conserve sa bibliothèque, ses manuscrits, son médailler, ses antiques, ses tableaux et ses estampes. Cependant Robert Caillet mentionne dans l'ouvrage précité des documents conservés en Italie (voyez l'affaire Libri).
Une partie de sa collection a été scénographiée au musée Comtadin-Duplessis de Carpentras.

## Publications
Inguimbert Joseph-Dominique d', Specimen catholicae veritatis... exhibitum a F. Malachia d'Inguimbert,..., Pistorii, apud J. S. Gatti, 1722, pièces limin., 261
Inguimbert Joseph-Dominique d', Relazione della vita e morte di F. Colombano, monaco professo della badia di Buonsollazzo [da Malachia d'Inguimbert]..., In Roma, nella stamperia del Bernabò, 1724, pièces limin., 169
Inguimbert Joseph-Dominique d', Vita di D. Malachia di Garneyrin,... scritta da F. Malachia d'Inguimbert. [Sentimenti pii e religiosi cavati dalla istruzioni o conferenze di don Armando Giovanni Le Boutillier di Ransé, abate della Trappa, raccolte da don M. de Garnevrin, allorchè era suo discepolo]..., In Roma, G. M. Salvioni, 1726, pièces limin., 272
Inguimbert Joseph-Dominique d', Vita di Mgr Don Bartolomeo de' Martiri, arcivescovo di Braga, dell' ordine de' Predicatori, scritta da Fr. Malachia d'Inguimbert,..., In Roma, G. Mainardi, 1727, XLVI-640 p.
Inguimbert Joseph-Dominique d', La Teologia del chiostro, overo la Santità e le obbligazioni della vita monastica, opera composta e pubblicata da un' abbate dell' ordine cisterciense, In Roma, nella stamperia di A. de' Rossi, 1731
Inguimbert Joseph-Dominique d', La Teologia del chiostro, overo la Santità e le obbligazioni della vita monastica, opera composta e pubblicata da un' abbate dell' ordine cisterciense, Roma, presso G. Mainardi, 1736